# Алан Бассет
Алан Бассет (англ. Alan Basset пом. 1232) — англійський землевласник, адміністратор і дипломат, феодальний барон Воллінгфорда, молодший син юстиціарія Томаса Бассета (I) й Аделізи де Данстанвіль. Він вірно служив королям Річарду I Левине Серце, Іоанну Безземельному та Генріху III. Як нагороду за службу він і його брати отримали ряд манорів, що склали невелику феодальну баронію Воллінгфорд, з якої Алан тримав 5 лицарських ф'єфів.

## Походження
Походив з англонормандського роду Бассетів, представники якого у XII—XIII століттях вірно служили королям Англії. Його батько, Томас Бассет I, знаходився на королівській службі з 1163 року й обіймав при дворі Генріха II Короткого Плаща різні адміністративні та судові посади. У 1163—1181 роках він був одним із баронів скарбниці, а також одним з королівських юстиціаріїв, який проводив виїзні сесії королівського суду на півдні та заході Англії. Його дружина, Аделіза, походила з англонормандського роду Данстанвілей, який мав володіння в Вілтширі, Шропширі, Сассексі, Корнуоллі й Оксфордширі. Її батько Алан I де Данстанвіль та його брат Роберт під час громадянської війни в Англії були прихильниками імператриці Матильди, завдяки чому виявилися спочатку при її дворі, а потім при дворі її сина, майбутнього короля Генріха II Короткого Плаща. Від шлюбу Томаса й Аделізи народилося 3 сини та дочка.

## Біографія
Точний рік народження Алана невідомий. Він був молодшим із трьох синів Томаса й Аделізи. У нього було двоє старших братів Гілберт, який став основним спадкоємцем батька, який помер близько 1182 року, і Томас. Обидва брати, як і батько, перебували на королівській службі.
Відповідно до хартії, датованої 1180/1182 роком, старший брат Гілберт на прохання іншого брата, Томаса, погодився поступитися Алану маєтком Комптон Бассет у Вілтширі.
На королівській службі Алан з'явився пізніше, ніж його брати. У 1197 році король Річард I Левине Серце відправив його разом з Вільямом Маршалом у дипломатичну місію у Фландрію та Булонь, щоб переконати їхніх правителів не підтримувати короля Франції Філіпа II Августа. Незабаром після цього він згадується разом з братом Томасом як поручитель короля Англії у договорі з графом Фландрії проти французького короля. Між 1197 та 1199 роками Алан засвідчив ще 6 хартій Річарда.
Після смерті Річарда Алан опинився на службі у його брата, Іоанна Безземельного. 22 листопада 1200 року він разом з братами був присутній на церемонії принесення данини королем Шотландії Вільгельмом I Левом у Лінкольні, причому всі троє братів названі в джерелі баронами. У 1202 і 1203 роках Алан засвідчив 10 хартій Іоанна Безземельного у Франції, а у 1200—1215 роках — 25 королівських хартій в Англії. Під час Першої баронської війни 1215—1217 років він зберіг вірність королю. У «Великої хартії вольностей» у 1215 році він названий одним із «дворян», на поради яких спирався король: він був серед баронів-роялістів, під час зустрічі дворян з Іоанном Безземельним на Ранніміді, де він підписав «Хартію». Судячи з усього, Алан також супроводжував короля під час його походу на північ Англії взимку 1215—1216 року.
Після смерті Іоанна Безземельного Алан був присутній на коронації Генріха ІІІ 14 грудня 1216 року. У травні 1217 року він разом із братом Томасом у складі королівської армії бився в битві біля Лінкольна. Згодом допомагав в умиротворенні королівства.
У 1220 році Алан був одним з трьох послів, яких відправили до Франції для укладання чотирирічного перемир'я. Він знаходився на королівській службі ще у 1228 році і помер наприкінці 1232 року.

## Володіння Алана
За свою службу Алан разом з братами отримав достатню кількість лицарських ф'єфів, щоб вони склали невелику баронію. Від Річарда I Алан отримав за пів ціни манор Вокінг у Сурреї та вілл Мейплдуруелл у Гемпширі. Пізніше від Іоанна Безземельного він отримав ще на досить вигідних умовах частину манора Вікомб, який став одним із лицарських ф'єфів баронії Воллінгфорд. Усього в баронії Алан мав 5 ф'єфів, 2 з яких розташовувалися у Вуттон Бассеті та Брод-Тауні у Вілтширі, їх він тримав від імені своєї дружини, Аліни де Ге. Третім ф'єфом був Комптон Бассет у Вілтширі. Також Іоанн Безземельний надав йому манори Берік Бассет у Вілтширі та Грейвелл у Гемпширі.

## Спадщина
У Алана залишилося 7 дітей. Старший із синів, Томас, був королівським слугою, але помер у 1230 році раніше за батька. Наступний за старшинством син, Гілберт, що став спадкоємцем батька, був одружений з близькою родичкою Маршалів, через що був близький до графів Пембрук. Він загинув 1241 року внаслідок нещасного випадку на полюванні, а його малолітній син ненадовго пережив батька. Внаслідок володіння Алана перейшли до наступного сина, Фулька, який пізніше став єпископом Лондона. Після його смерті 1259 року спадкоємцем став Фульк Бассет, юстиціарій Англії у 1261—1263 роках, що залишив тільки дочок, через що володіння Бассетів через шлюб перейшли до будинку Диспенсерів. Ще один син, Давид, знаходився на королівській службі в Ірландії.

## Шлюб та діти
1-ша дружина: Еліс де Грей (пом. до 15 квітня 1206). Діти:
- Томас Бассет (пом. до 1230)[7];
- Гілберт Бассет II (пом. 31 липня 1241), феодальний барон Вікомба з 1231 року[7][9];
- Еліс Бассет[6][7];
- Воррен Бассет (пом. 1233)[7];
- Фульк Бассет (пом. 1259), єпископ Лондона з 1241 року, феодальний барон Вікомба з 1241 року[7][10];
- Філіп Бассет (пом. 29 жовтня 1271), феодальний барон Вікомба з 1259 року, юстиціарій Англії у 1261—1263 роках;
- Девід Бассет[6].

2-га дружина: до 16 квітня 1206 року Аліна де Ге. Діти:
- Аліна Бассет; 1-й чоловік: Дре де Монтегю (пом. до 1219); 2-й чоловік: з 1219/1224 Річард V Толбот з Лінтона (пом. до 13 квітня 1234)[7];
- дочка; у 1212/1214 була заручена з Вільямом (IV) де Ланвелей (після 1190—1214/1216)[7].

## Виноски
1. ↑  Не виключено, що Еліс де Грей та Аліна де Ге — одна й та сама особа[6].